# Bag of Bones
Bag of Bones je deváté studiové album švédské heavy metalové skupiny Europe. Album poprvé vyšlo 18. dubna 2012 v Japonsku, v domovském Švédsku vyšlo až 25. dubna. Album produkoval Kevin Shirley.

## Seznam skladeb
| Pořadí         | Název                          | Autor                 | Délka |
| -------------- | ------------------------------ | --------------------- | ----- |
| 1.             | Riches to Rags                 | Tempest, Levén        | 3:05  |
| 2.             | Not Supposed to Sing the Blues | Tempest               | 5:13  |
| 3.             | Firebox                        | Tempest, Michaeli     | 3:46  |
| 4.             | Bag of Bones                   | Tempest               | 5:31  |
| 5.             | Requiem                        | Michaeli              | 0:28  |
| 6.             | My Woman My Friend             | Tempest, Levén        | 4:25  |
| 7.             | Demon Head                     | Tempest, Levén, Norum | 3:58  |
| 8.             | Drink and a Smile              | Tempest, Michaeli     | 2:21  |
| 9.             | Doghouse                       | Tempest               | 3:58  |
| 10.            | Mercy You Mercy Me             | Tempest, Norum        | 4:31  |
| 11.            | Bring It All Home              | Tempest, Michaeli     | 3:39  |
| 12.            | Beautiful Disaster             | Tempest               | 3:57  |
| Celková délka: | Celková délka:                 | Celková délka:        | 40:55 |

## Sestava
- Joey Tempest – zpěv
- John Norum – kytara
- John Levén – baskytara
- Mic Michaeli – klávesy, doprovodný zpěv
- Ian Haugland – bicí, doprovodný zpěv
- Joe Bonamassa – slide kytara
- Anton Fig – perkuse